# Experimento de Wu
O experimento de Wu foi um experimento de física nuclear conduzido em 1956 pela física sino-americana Chien-Shiung Wu em colaboração com o Grupo de Baixas Temperaturas do National Bureau of Standards dos EUA. O objetivo do experimento foi estabelecer se a conservação da paridade (P), que era previamente estabelecida nas interações eletromagnética e forte, também se aplicava às interações fracas. Se a conservação de paridade fosse verdadeira, todos os fenômenos e interações se comportariam de forma idêntica em uma versão espelhada do mundo (onde a esquerda é a direita e a direita é a esquerda). Se a conservação de paridade fosse violada, então seria possível distinguir entre o universo e sua versão espelhada.

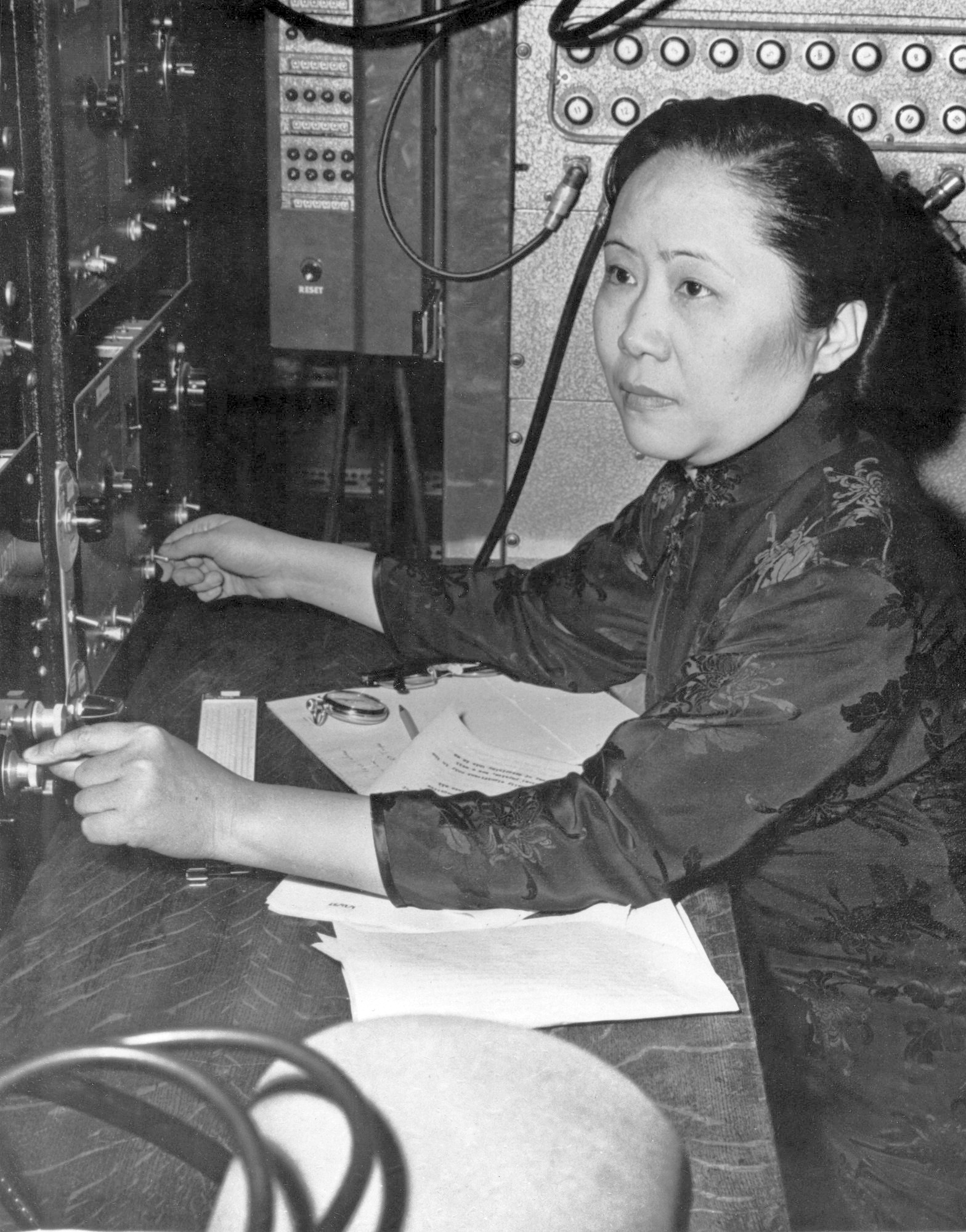
Chien-Shiung Wu desenvolveu o experimento e liderou a equipe que realizou o teste de conservação de paridade em 1956

O experimento estabeleceu que a conservação da paridade foi violada pela interação fraca, fornecendo uma maneira de definir operacionalmente esquerda e direita sem referência ao corpo humano. Esse resultado não era esperado pela comunidade física, que antes considerava a paridade uma quantidade conservada. Tsung-Dao Lee e Chen-Ning Yang, os físicos teóricos que originaram a ideia da não-conservação da paridade e propuseram o experimento, receberam o Prêmio Nobel de Física de 1957 por este resultado. O papel de Chien-Shiung Wu na descoberta foi mencionado no discurso de aceitação do prêmio Nobel, mas ela não foi homenageada até 1978, quando recebeu o primeiro Prêmio Wolf.

## História
Em 1927, Eugene Wigner formalizou o princípio da conservação de P, a ideia de que o mundo atual e aquele construído como sua imagem no espelho se comportariam da mesma forma, com a única diferença de que a esquerda e a direita seriam invertidas (por exemplo, um relógio que gira no sentido horário giraria no sentido anti-horário se você construísse uma versão espelhada dele).
Este princípio foi amplamente aceito pelos físicos, e a conservação de P foi verificada experimentalmente nas interações eletromagnéticas e fortes. No entanto, em meados da década de 1950, certos decaimentos envolvendo kaons não podiam ser explicados pelas teorias existentes nas quais a conservação de P era considerada verdadeira. Parecia haver dois tipos de kaons, um que decairia em dois píons e o outro que decairia em três. Isso era conhecido como o quebra-cabeça τ – θ.
Os físicos teóricos Tsung-Dao Lee e Chen-Ning Yang fizeram uma revisão da literatura sobre a questão da conservação da paridade em todas as interações fundamentais. Eles concluíram que, no caso da interação fraca, os dados experimentais não confirmaram nem refutaram a conservação de P. Pouco depois, eles abordaram Chien-Shiung Wu, que era uma especialista em espectroscopia de decaimento beta, com várias ideias para experimentos. Eles decidiram testar as propriedades direcionais do decaimento beta no cobalto-60. Wu percebeu o potencial para um experimento inovador e começou a trabalhar seriamente no final de maio de 1956, cancelando uma viagem planejada para Genebra e o Extremo Oriente com seu marido. Ela, portanto, contatou Henry Boorse e Mark W. Zemansky, que tinham vasta experiência em física de baixas temperaturas. A pedido de Boorse e Zemansky, Wu contatou Ernest Ambler, do National Bureau of Standards, que providenciou para que o experimento fosse realizado em 1956 nos laboratórios de baixa temperatura do NBS. Depois de vários meses de trabalho superando dificuldades técnicas, a equipe de Wu observou uma assimetria indicando violação de paridade em dezembro de 1956.
Lee e Yang, que iniciaram o experimento Wu, receberam o prêmio Nobel de física em 1957, logo após o experimento ser realizado. O papel de Wu na descoberta foi mencionado no discurso de aceitação do prêmio, mas ela não foi homenageada até 1978, quando recebeu o primeiro Prêmio Wolf.

## Teoria
Se uma interação particular respeita a simetria de paridade, significa que se esquerda e direita fossem trocadas, a interação se comportaria exatamente como antes da troca. Outra maneira de expressar isso é imaginar que existe a construção teórica de dois mundos que diferem apenas por paridade - o mundo "real" e o mundo "espelho", onde esquerda e direita são trocadas. Se uma interação for simétrica por paridade, ela produz os mesmos resultados em ambos os "mundos".
O objetivo do experimento de Wu era determinar se esse era o caso da interação fraca, observando se os produtos de decomposição do cobalto-60 estavam sendo emitidos preferencialmente em uma direção ou não. Isso significaria a violação da simetria porque se a interação fraca fosse conservadora de paridade, as emissões de decaimento deveriam ser emitidas com igual probabilidade em todas as direções. Conforme declarado por Wu:
Se uma assimetria na distribuição entre θ e 180°-θ (onde θ é o ângulo entre o momento dos elétrons a orientação dos núcleos pais) é observada, isso fornece uma prova inequívoca de que a paridade não é conservada no decaimento beta.
A razão para isso é que o núcleo de cobalto-60 carrega spin, e o spin não muda de direção sob paridade (porque o momento angular é um vetor axial). Por outro lado, a direção em que os produtos de decaimento são emitidos é alterada sob paridade porque o momento é um vetor polar. Em outras palavras, no mundo "real", se a rotação nuclear do cobalto-60 e as emissões do produto de decadência estivessem ambos aproximadamente na mesma direção, então no mundo do "espelho", eles estariam em direções opostas, porque a direção de emissão teria sido invertida, mas a direção do spin não.
Esta seria uma diferença clara no comportamento da interação fraca entre os dois "mundos" e, portanto, a interação fraca não poderia ser considerada simétrica por paridade. A única maneira pela qual a interação fraca poderia ser simétrica por P é se não houvesse preferência na direção da emissão, porque então uma mudança na direção das emissões no mundo "espelho" não seria diferente do mundo "real" porque houve números iguais de emissões em ambas as direções.

## Experimento
O experimento monitorou o decaimento de átomos de cobalto-60 (60Co) que foram alinhados por um campo magnético uniforme (o campo de polarização) e resfriados até quase zero absoluto, de modo que os movimentos térmicos não arruinassem o alinhamento. O cobalto-60 é um isótopo instável do cobalto que decai por decaimento beta no isótopo estável níquel-60 (60Ni). Durante este decaimento, um dos nêutrons no núcleo do cobalto-60 decai para um próton, emitindo um elétron (e−) e um antineutrino do elétron (νe). O núcleo de níquel resultante, no entanto, está em um estado excitado e decai imediatamente ao seu estado fundamental, emitindo dois raios gama (γ). Portanto, a equação nuclear geral da reação é:
{\displaystyle {}_{27}^{60}{\text{Co}}\rightarrow {}_{28}^{60}{\text{Ni}}+e^{-}+{\bar {\nu }}_{e}+2{\gamma }}
Os raios gama são fótons e sua liberação do núcleo de níquel-60 é um processo eletromagnético. Isso é importante porque o eletromagnetismo era conhecido por respeitar a conservação da paridade e, portanto, seriam emitidos quase igualmente em todas as direções (emissão isotrópica). Portanto, a distribuição dos elétrons emitidos poderia ser comparada à distribuição dos raios gama emitidos, a fim de comparar se eles também estavam sendo emitidos isotropicamente. Em outras palavras, a distribuição dos raios gama atuou como um controle para a distribuição dos elétrons emitidos. Outro benefício dos raios gama emitidos era que se sabia que o grau em que eles não estavam distribuídos de forma perfeitamente igual em todas as direções (anisotropia de sua distribuição) poderia ser usado para determinar o quão bem os núcleos de cobalto-60 foram alinhados. Se os núcleos de cobalto-60 não estivessem alinhados, então não importa como a emissão de elétrons fosse realmente distribuída, ela não seria detectada pelo experimento. Isso ocorre porque uma amostra desalinhada de núcleos poderia ser orientada aleatoriamente e, assim, as emissões de elétrons seriam aleatórias e o experimento detectaria números iguais de emissões de elétrons em todas as direções, mesmo se estivessem sendo emitidos de cada núcleo individual em apenas uma direção.
O experimento então contou essencialmente a taxa de emissão de raios gama e elétrons em duas direções distintas e comparou seus valores. Essa taxa foi medida ao longo do tempo e com o campo polarizador orientado em direções opostas. Se as taxas de contagem dos elétrons não diferissem significativamente daquelas dos raios gama, então haveria evidências para sugerir que a paridade foi de fato conservada pela interação fraca. Se, no entanto, as taxas de contagem fossem significativamente diferentes, então haveria fortes evidências de que a interação fraca de fato viola a conservação da paridade.

### Materiais e métodos

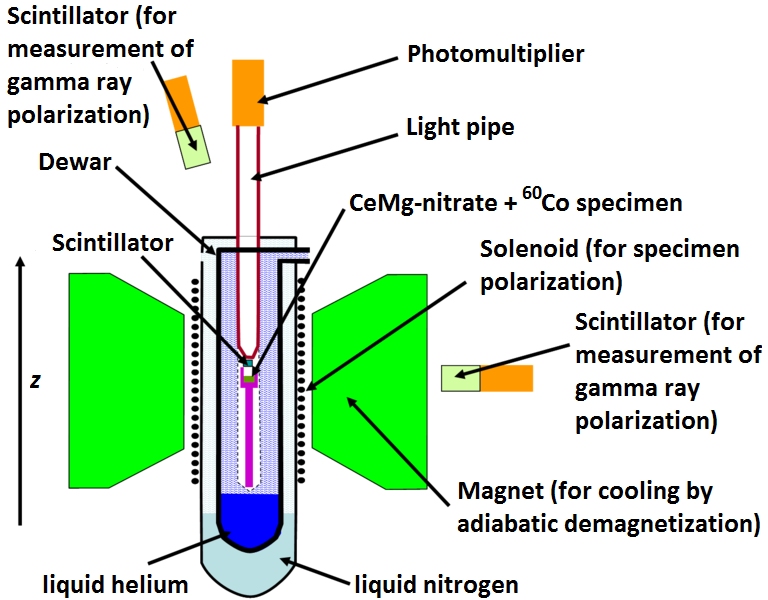
Ilustração esquemática do experimento de Wu

O desafio experimental foi obter a maior polarização possível dos núcleos 60Co. Devido aos momentos magnéticos muito pequenos dos núcleos em comparação com os elétrons, altos campos magnéticos eram necessários em temperaturas extremamente baixas ― muito mais baixas do que poderia ser alcançado apenas pelo resfriamento do hélio líquido. As baixas temperaturas foram alcançadas pelo método de desmagnetização adiabática. O cobalto radioativo foi depositado como uma fina camada superficial em um cristal de nitrato de cério-magnésio, um sal paramagnético com fator g de Landé altamente anisotrópico.
O sal foi magnetizado ao longo do eixo de alto fator g e a temperatura foi reduzida para 1,2K ao bombear o hélio para baixa pressão. O desligamento do campo magnético horizontal resultou na diminuição da temperatura para cerca de 0,003K. O ímã horizontal foi aberto, permitindo espaço para um solenóide vertical ser introduzido e ligado para alinhar os núcleos de cobalto para cima ou para baixo. Apenas um aumento desprezível na temperatura foi causado pelo campo magnético do solenóide, uma vez que a orientação dele estava na direção do fator g baixo. Este método de alcançar alta polarização de núcleos de 60Co foi originado por Gorter e Rose.
A produção de raios gama foi monitorada usando contadores equatoriais e polares como medida de polarização. A polarização de raios gama foi monitorada continuamente ao longo do quarto de hora seguinte, à medida que o cristal aquecia e a anisotropia era perdida. Da mesma forma, as emissões de raios beta foram monitoradas continuamente durante esse período de aquecimento.

### Resultados
No experimento realizado por Wu, a anisotropia de raios gama foi de aproximadamente 0,6. Ou seja, aproximadamente 60% dos raios gama foram emitidos em uma direção, enquanto 40% foram emitidos na outra. Se a paridade fosse conservada no decaimento beta, os elétrons emitidos não teriam direção preferencial de decaimento em relação ao spin nuclear, e a assimetria na direção de emissão teria sido próxima ao valor para os raios gama. No entanto, Wu observou que os elétrons foram emitidos em uma direção preferencialmente oposta à dos raios gama com uma assimetria significativamente maior do que o valor da anisotropia de raios gama. Ou seja, a maioria dos elétrons favorecia uma direção de decaimento muito específica, especificamente oposta àquela do spin nuclear. A assimetria de elétrons observada também não mudou de sinal quando o campo de polarização foi invertido, significando que a assimetria não estava sendo causada por magnetização remanente nas amostras. Posteriormente, foi estabelecido que a violação da paridade era de fato máxima.
Os resultados surpreenderam muito a comunidade física. Vários pesquisadores então se esforçaram para reproduzir os resultados do grupo de Wu, enquanto outros reagiram com descrença nos resultados. Wolfgang Pauli, ao ser informado por Georges M. Temmer (que também trabalhava no NBS) que a conservação da paridade não podia mais ser considerada verdadeira em todos os casos, exclamou que "isso é um absurdo total!" Temmer assegurou-lhe que o resultado da experiência confirmava que era esse o caso, ao que Pauli respondeu sucintamente: "Então deve ser repetido!" No final de 1957, pesquisas adicionais confirmaram os resultados originais do grupo de Wu, e a violação de paridade foi firmemente estabelecida.

## Mecanismo e consequências

O diagrama de Feynman para um decaimento β^{−} de um nêutron em um próton, um elétron e um antineutrino do elétron, por meio de um bóson W^{−}

Os resultados do experimento Wu fornecem uma maneira de definir operacionalmente a noção de esquerda e direita. Isso é inerente à natureza da interação fraca. Anteriormente, se os cientistas na Terra se comunicassem com o cientista de um planeta recém-descoberto, e eles nunca tivessem se encontrado pessoalmente, não teria sido possível para cada grupo determinar sem ambiguidade a esquerda e a direita do outro grupo. Com o experimento Wu, é possível comunicar ao outro grupo o que as palavras esquerda e direita significam de forma exata e inequívoca. O experimento Wu finalmente resolveu o problema de Ozma, que é dar uma definição inequívoca de esquerda e direita cientificamente.
No nível fundamental (conforme ilustrado no diagrama de Feynman à direita), o decaimento beta é causado pela conversão do quark down para o quark up por emissão de um bóson W−; este bóson subsequentemente decai em um elétron e um antineutrino do elétron:
{\displaystyle d\rightarrow u+e+{\bar {\nu }}_{e}}
O quark tem uma parte esquerda e uma parte direita. À medida que atravessa o espaço-tempo, ele oscila entre as duas partes. Analisando a demonstração de violação de paridade do experimento Wu, pode-se deduzir que apenas a parte esquerda dos quarks down decai e a interação fraca envolve apenas a parte esquerda dos quarks e léptons (ou a parte direita dos antiquarks e antileptons). A parte direita da partícula simplesmente não sente a interação fraca. Se o quark down não tivesse massa, ele não oscilaria e sua parte direita seria bastante estável por si mesma. No entanto, como o quark down é massivo, ele oscila e decai. No geral, como {\displaystyle J_{Co}=5}, o campo magnético intenso polariza verticalmente os núcleos de {\displaystyle _{27}^{60}{\text{Co}}} tais que {\displaystyle J_{z,Co}=J_{Co}=5}. Como {\displaystyle J_{Ni}=4} e o decaimento conserva o momento angular, {\displaystyle J_{z,Co}=J_{z,Ni}+J_{z,e}+J_{z,\nu }=5} implica que {\displaystyle J_{z,e}=J_{z,\nu }=+{\frac {1}{2}}}. Assim, a concentração de raios beta na direção z negativa indica uma preferência por quarks e elétrons esquerdos.
A partir de experimentos como o experimento Wu e o experimento Goldhaber, foi determinado que os neutrinos sem massa devem ser esquerdos, enquanto os antineutrinos sem massa devem ser direitos. Como se sabe que os neutrinos têm uma massa pequena, foi proposto que neutrinos direitos e antineutrinos esquerdos poderiam existir. Esses neutrinos não se acoplariam ao Lagrangiano fraco e interagiriam apenas gravitacionalmente, possivelmente formando uma porção da matéria escura do universo.